# Catherine Stevens
Catherine (ook Cathy of Ketty) Stevens (7 augustus 1917 - onbekend) was een Belgische atlete, die gespecialiseerd was in het hordelopen, het hoogspringen, het verspringen en het discuswerpen. Ze nam eenmaal deel aan de Olympische Spelen en veroverde veertien Belgische titels.

## Loopbaan
In 1933 op de Belgische kampioenschappen werd Stevens derde op het onderdeel discuswerpen. Een jaar nadien veroverde ze de Belgische titel op de 80 m horden. Tussen 1936 en 1943 veroverde ze zes Belgische titels in het hoogspringen, drie in het verspringen en twee in het discuswerpen. In 1941 werd ze ook Belgisch kampioene op de ongebruikelijke 150 m.
Op de Olympische Zomerspelen in 1936 nam Stevens voor België deel aan het onderdeel hoogspringen, waar ze als veertiende eindigde.
Catherine Stevens is de jongere zus van Léontine en Marie Stevens. Ze was aangesloten bij Cercle Athlétique Féminin Schaerbeek en bij Cercle Athlétique Féminin Jette

## Belgische kampioenschappen
| Onderdeel    | Jaar                               |
| ------------ | ---------------------------------- |
| 150 m        | 1941                               |
| 80 m horden  | 1934, 1937                         |
| hoogspringen | 1936, 1937, 1939, 1941, 1942, 1943 |
| verspringen  | 1936, 1937, 1939                   |
| discuswerpen | 1941, 1943                         |

## Palmares

### 100 m
- 1939:  BK AC

### 150 m
- 1941:  BK AC - 23,0 s

### 80 m horden
- 1934:  BK AC - 14,8 s
- 1937:  BK AC - 15,6 s

### hoogspringen
- 1936:  BK AC - 1,45 m
- 1936: 14e OS in Berlijn - 1,45 m
- 1937:  BK AC - 1,50 m
- 1939:  BK AC - 1,50 m
- 1941:  BK AC - 1,30 m
- 1942:  BK AC - 1,40 m
- 1943:  BK AC - 1,40 m

### verspringen
- 1936:  BK AC - 4,66 m
- 1937:  BK AC - 4,91 m
- 1939:  BK AC - 4,98 m
- 1942:  BK AC - 4,25 m

### discuswerpen
- 1933:  BK AC - 26,45 m
- 1941:  BK AC - 26,85 m
- 1943:  BK AC - 25,84 m